# Luis Juez

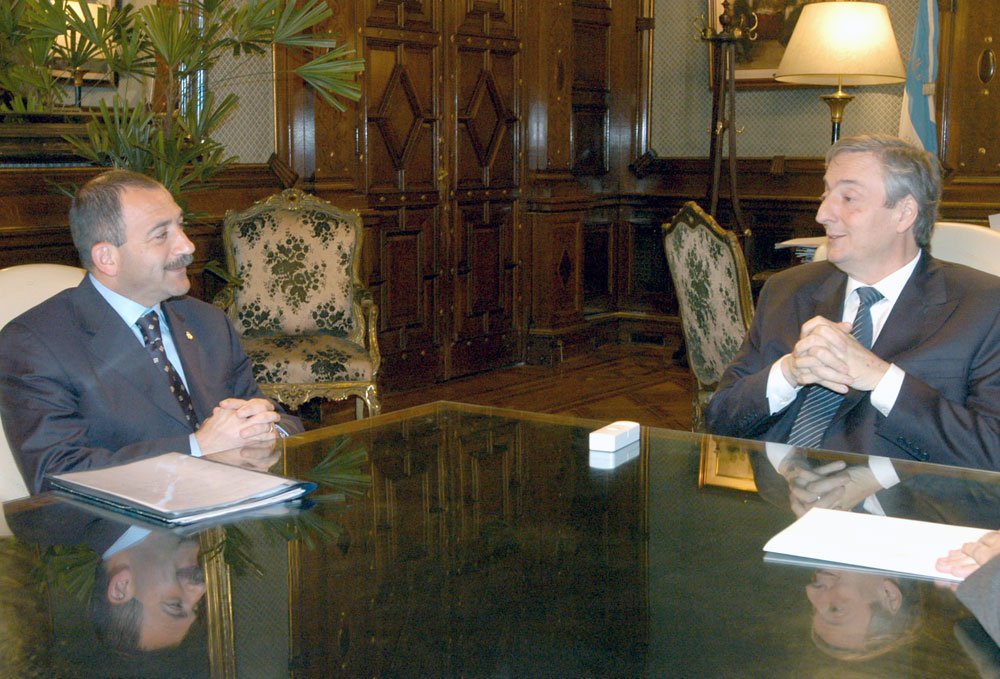
Luis Juez (links) mit Präsident Néstor Kirchner (2004)

Luis Juez (* 13. September 1963 in Córdoba) ist ein argentinischer Rechtsanwalt und Politiker. Er war zwischen 2003 und 2007 Bürgermeister der Stadt Córdoba und ist seit 2009 Senator im argentinischen Kongress.

## Leben und politische Laufbahn

### Bis 2003
Die Karriere von Juez begann im Alter von 17 Jahren im Partido Justicialista. Er war 1987 Präsident der „Juventud Peronista“, der Jugendorganisation dieser Partei. Seine Popularität in der Provinz Córdoba rührt von seinem Posten als Anti-Korruptions-Staatsanwalt in der Provinzregierung zwischen 1998 und 2002 her. Er kam 2002 in die Schlagzeilen, als er einen Korruptionsfall in der Familie des Gouverneurs der Provinz, José Manuel de la Sota, aufdeckte. Daraufhin wurde ihm der Posten gekündigt.
Juez begann ab diesem Jahr, unter dem Namen Partido Nuevo contra la Corrupción, por la Honestidad y la Transparencia (deutsch: Neue Partei gegen die Korruption, für die Ehrlichkeit und die Transparenz) eine Oppositionsplattform gegen die Provinzregierung aufzubauen, die nicht in die Kategorien Links oder Rechts passen sollte, sondern verschiedene Meinungen aus vielen Sektoren der Gesellschaft Córdobas sammeln sollte.

### 2003–2007: Bürgermeister von Córdoba
Am 3. Oktober 2003 gewann Juez mit dieser Plattform die Bürgermeisterwahl von Córdoba klar gegen den Kandidaten des Partido Justicialista, Alfredo Keegan.
Seine Regierungszeit war von dem Versuch geprägt, die Defizite in der Infrastruktur während der Argentinien-Krise zu sanieren. Insbesondere der öffentliche Personennahverkehr und das Straßennetz waren schwer durch diese Krise geschädigt worden. Ein weiteres Element ist die Oppositionspolitik zur Provinzregierung von De la Sota, der zu einem handfesten Streit zwischen beiden Politikern führte. Dieser Streit blieb trotz zeitweiliger Versöhnungsgesten bis zum Ende seiner Amtszeit bestehen.
2007 verlor Juez die Wahl zum Gouverneur von Córdoba knapp mit 1,1 Prozent Rückstand gegen Juan Schiaretti (PJ). Eine Überprüfung des Wahlergebnisses, die von Juez daraufhin gefordert wurde, lehnte die Justiz von Córdoba ab.

### Nach 2007: Senator und erneute Kandidatur zum Gouverneur
Juez' Nachfolger als Bürgermeister von Córdoba war der Kandidat seiner eigenen Partei Partido Nuevo, Daniel Giacomino, der zwischen 2003 und 2005 unter Juez Vizebürgermeister gewesen war. Das Verhältnis zwischen beiden Politikern verschlechterte sich jedoch nach dessen Amtsantritt zunehmend und die Partei zerfiel in zwei rivalisierende Flügel, wobei sich Giacomino und seine Anhänger auf die Seite des Frente para la Victoria der Präsidentin Cristina Fernández de Kirchner stellten, Juez jedoch auf Oppositionskurs blieb und sich später mit dem Sozialisten Hermes Binner verbündete.
Bei den Parlamentswahlen in Argentinien 2009 trat Juez als Kandidat für den argentinischen Senat an. Da seine Wahlplattform Frente Cívico, eine Allianz des Partido Nuevo mit dem Partido Socialista und der ARI, in Córdoba unter den Kandidaten zum Senat die meisten Stimmen errang, zog er damit für die Amtsperiode bis 2013 in den Senat ein.
2011 scheiterte Juez erneut als Kandidat in der Gouverneurswahl, diesmal gegen José Manuel de la Sota, der die Wahl mit 12 % Vorsprung für sich entscheiden konnte. Für das Amt des Bürgermeisters trat er in diesem Jahr nicht erneut an, sein Zwillingsbruder Daniel Juez war jedoch erfolglos Kandidat zum Vize des Kandidaten seiner Wahlallianz Frente Cívico, Esteban Dómina.